# 84
84 (LXXXIV) var ett skottår som började en torsdag i den julianska kalendern.

## Händelser

### Okänt datum
- Enligt Tacitus dödas 10 000 kaledonier och 360 romare (under Gnaeus Julius Agricolas befäl) i slaget vid Mons Graupius, som utkämpas detta år eller 83.
- Plinius d.y. blir sevir equitum Romanorum (befälhavare för en kavalleriskvadron).
- Byggandet av Limes, ett antal romerska befästningar mellan floderna Rhen och Donau påbörjas.
- Genom att låta sig väljas till konsul på tio år och censor på livstid gör Domitianus helt öppet den republikanska delen av staten underordnad till den monarkistiska.
- Domitianus försäkrar sig om soldaternas lojalitet genom att öka deras lön med en tredjedel.
- Den kinesiska östra Handynastins Jianchu-era ersätts av dess Yuanhe-era.